# Leptogenys stuhlmanni
Leptogenys stuhlmanni är en myrart som beskrevs av Mayr 1893. Leptogenys stuhlmanni ingår i släktet Leptogenys och familjen myror. Inga underarter finns listade i Catalogue of Life.

## Bildgalleri

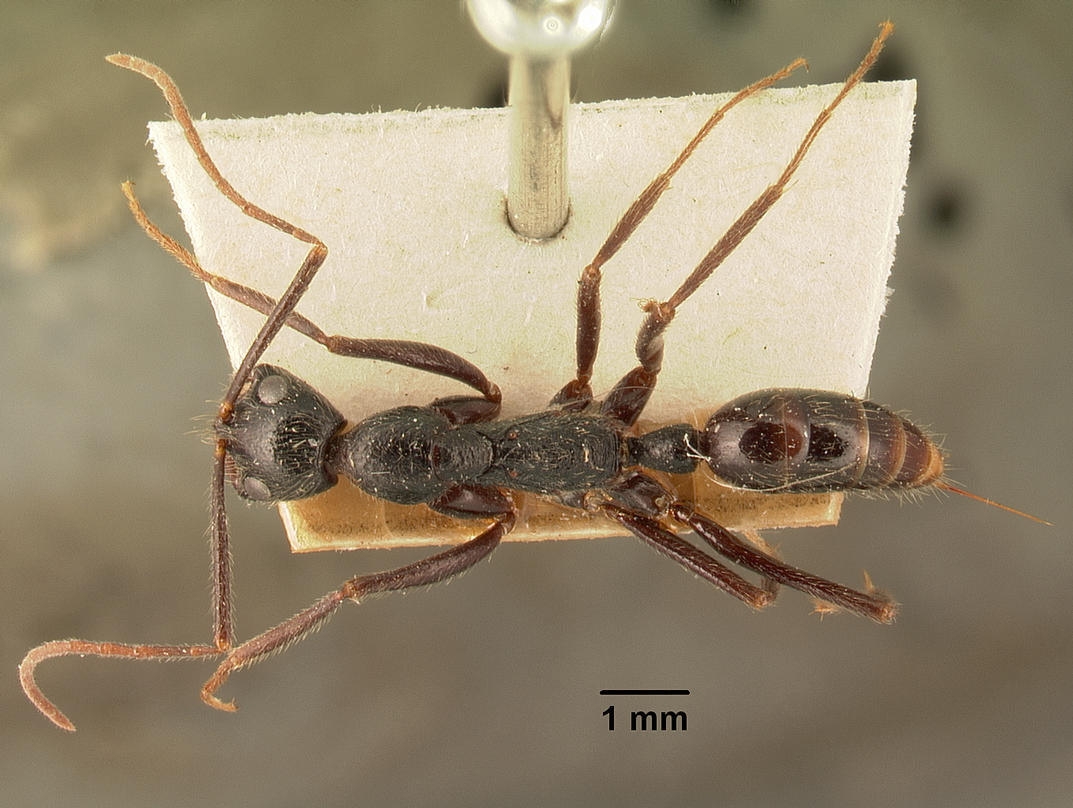
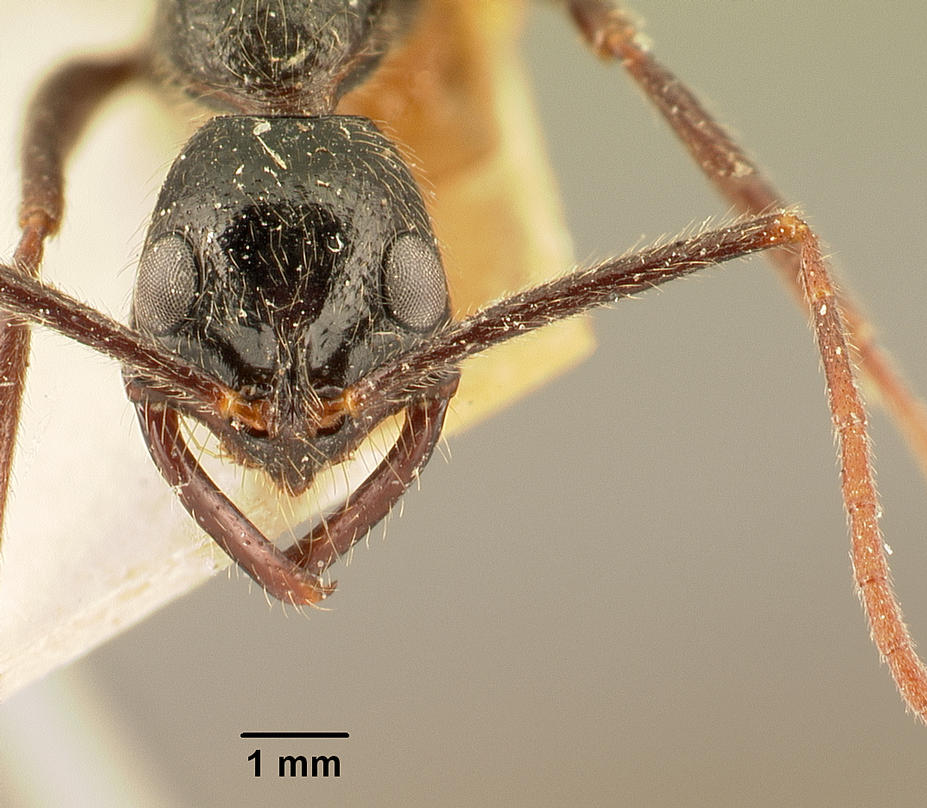
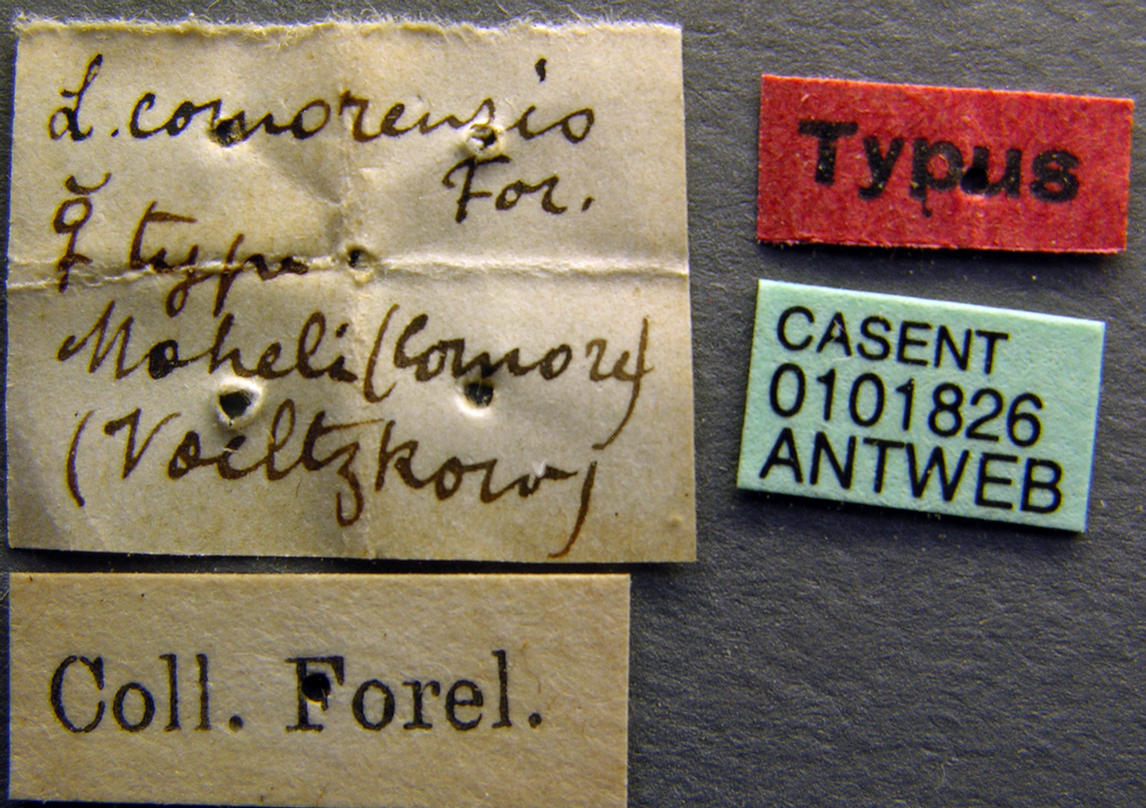
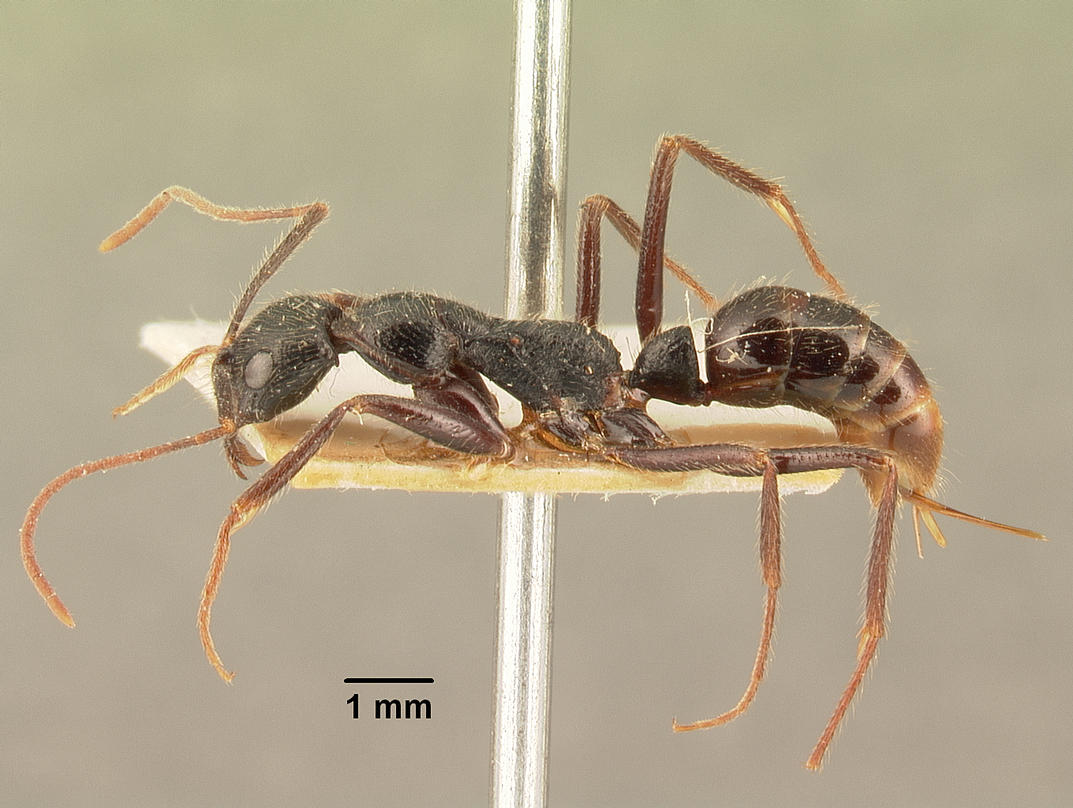
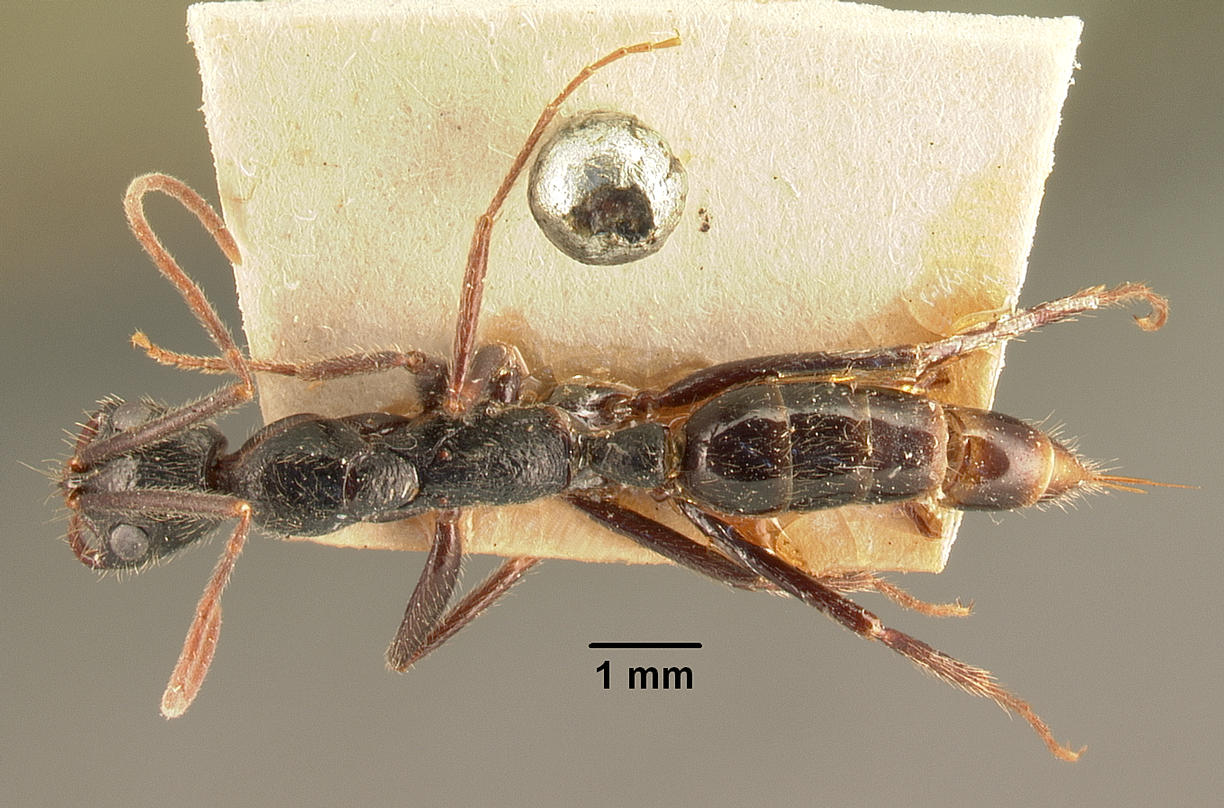
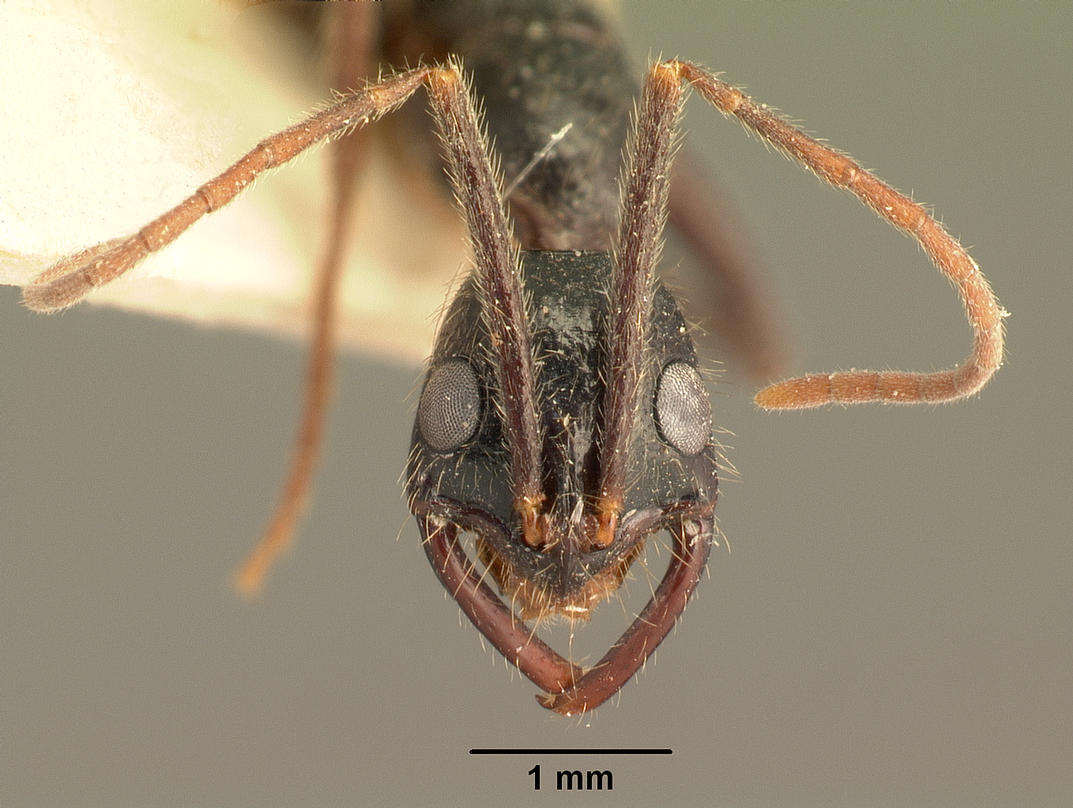